# 5061 McIntosh
5061 McIntosh (1988 DJ) là một tiểu hành tinh vành đai chính được phát hiện ngày 22 tháng 2 năm 1988 bởi R. H. McNaught ở Siding Spring.